# Homenatge de Tahartan d'Erzincan i rendició de Baiazet d'Aydin (1394)
Tahartan d'Erzincan va oferir la submissió personal a Tamerlà el 1394; Aydin s'havia sotmès pero en canvi no va complir el pacte de capituació i Tamerlà va enviar tropes i després d'alguns assalts, el príncep local Baiazet es va rendir.
El 17 de juny de 1394 Timur es va presentar a Aydin (sense cap relació amb l'emirat d'Aidin a la costa de la mar Egea) els habitants de la qual li van entregar tots els diners, cavalls i bestiar que tenien i li van demanar perdó; Timur els va retreure que no l'haguessin anat a trobar però els va perdonar i els va retornar el que li havien entregat. Després d'Aydin va marxar a Utx Khilifa (l'antiga Echmiadzin) on va arribar l'endemà després de viatjar tota la nit. En aquest lloc va rebre a Tahartan d'Erzinjan que venia a postrar-se als peus de Timur i li va oferir diversos regals, que Timur va acceptar i el va tractar amb honor i distinció. Tahartan es va quedar un temps amb Tamerlà.
Després de la conquesta d'Awnik (vegeu Alatagh i Awnik (1394)) i el 13 d'agost de 1394 va abandonar aquesta fortalesa. El 14 d'agost el seu gran visir Saif al-Din Barles, procedent de Samarcanda, va arribar i li va portar regals; el va informar que no hi havia novetats en el regne. Al cap de poc van arribar a un gran prat ple de flors i amb molta herba pels cavalls, on van acampar i on Timur va romandre un dies. El 23 d'agost va donar un banquet a la cort. Fins allí l'havia hagut de seguir Tahartan al que finalment va reconèixer el principat d'Erzincan i dependències a perpetuïtat i hereditari i se li van donar les cartes adients i una corona amb pedres precioses i se’l va reenviar al seu domini.
Segurament Aydin no havia complert el generós pacte de capitulació i Timur havia enviat a assetjat la plaça a l'amir Zirek Jaku. Aquest ja havia donat diversos assalts i el príncep local Baiazet, sabia que no podria aguantar molt de temps i va decidir rendir-se quan encara estava fort. Va demanar la retirada dels assetjants del peu de la muralla i immediatament sortirien de la fortalesa; així es va fer i Zirek va acampar a certa distància a la nit i l'endemà Bayazid va prometre sortir; però durant la nit Baiazet va sortir i es va dirigir al campament de Timur i es va tirar als seus peus i li va regalar un cavall extraordinari. Timur va simpatitzar amb l'argúcia utilitzada per anar a veure’l i li va concedir alguns honors i li va donar diploma concedint-li el principat d'Aydin; tot seguit va criar a les tropes que assetjaven la ciutat i fortalesa.